# Kastelbell-Tschars
Kastelbell-Tschars (italià Castelbello-Ciardes) és un municipi italià, dins de la província autònoma de Tirol del Sud. És un dels municipis del districte i de Vinschgau. L'any 2007 tenia 2.329 habitants. Comprèn les fraccions de Kastelbell (Castelbello), Tschars (Ciardes), Freiberg (Montefranco), Galsaun (Colsano), Juval (Juvale), Latschinig (Lacinigo), Tomberg (Montefontana) i Trumsberg (Montetrumes). Limita amb els municipis de Latsch, Naturns, Schnals i Ulten.

## Situació lingüística
| Pertinença lingüística (cens 2001) | 98,86% alemany |
| Pertinença lingüística (cens 2001) | 1,05% italià   |
| Pertinença lingüística (cens 2001) | 0,09% ladí     |

## Administració

Territori comunal

| Període | Identitat   | Partit |
| ------- | ----------- | ------ |
| 2004-   | Josef Alber | SVP    |